# Jean (Lied)
Jean ist ein von Rod McKuen komponiertes und getextetes Lied, das als Titelsong des 1969 erschienenen Films Die besten Jahre der Miss Jean Brodie diente. McKuen wurde für dieses  Lied 1970 für den Oscar in der Rubik bester Filmsong nominiert und mit dem Golden Globe Award als bester Filmsong ausgezeichnet. Eine von Oliver interpretierte Version des Liedes erreichte 1969 die Charts.
Das Lied Jean entstand zu Beginn der von etwa 1969 bis 1972 dauernden Periode von Rob McKuens Schaffen, was den Höhepunkt seines Erfolges als Dichter, Musiker und Fernsehpersönlichkeit darstellte. Das Lied behandelt die Themen Liebe und Begehren. Die Lyrik des Liedes schafft von Beginn die Stimmung einer träumerischen Melancholie. Jean wird im Laufe des Liedes aufgefordert, sich dem Leben und der Liebe zu öffnen und ihren halbgeträumten Traum zurückzulassen.
Auf dem bei Warner Bros. Records veröffentlichtem Album des Soundtracks von Die besten Jahre der Miss Jean Brodie ist das von McKuen gesungene Jean sowohl das Eröffnungsstück der A-Seite, wie auch in der Fassung die beim Abspann des Films gespielt wird, das Abschlussstück der B-Seite. Rod McKuen veröffentlichte das Lied auch auf den Alben A Boy Named Charlie Brown (1969) und Greatest Hits of Rod McKuen (1969) McKuen wurde für den Filmsong für die 42. Oscarverleihung 1970 für den Oscar nominiert. McKuen erhielt 1970 den Golden Globe Award für das Lied. Kommerziell war die Fassung allerdings wenig erfolgreich.
Die von Bob Crewe produzierte Single mit der von Oliver interpretierten Version erschien 1969, mit Jean auf der A- und dem von Oliver geschriebenen Stück The Arrangement auf der B-Seite. Jean erreichte im Oktober des Erscheinungsjahres den zweiten Platz in den Billboard Hot 100. Jean wurde auch von zahlreichen anderen Künstlern gecovert. Sergio Franchi,  Percy Faith mit seinem Orchester, Roger Williams, Al Cohn zusammen mit Zoot Sims oder Joe Reisman mit seinem Orchester nahmen Versionen des Liedes auf.